# Lee Hyun-joo
Đây là một tên người Triều Tiên, họ là Lee.
Lee Hyun-joo (Hangul: 이현주, Hanja: 李玹珠, Hán-Việt: Lý Huyền Châu, sinh ngày 5 tháng 2 năm 1998), là một nữ ca sĩ thần tượng người Hàn Quốc, cựu thành viên của nhóm nhạc thần tượng Hàn Quốc April.

## Sự nghiệp

### Kế hoạch ra mắt cùng April
Ngày 09 Tháng 2, DSP thông thông báo rằng họ sẽ ra mắt một nhóm nhạc nữ  là thế hệ tiếp theo của Fin.K.L và Kara.

### Hoạt động và rời nhóm
Vào ngày 24 tháng 8 April phát hành MV cho ca khúc chủ đề trong album đầu tay của họ, "Dream Candy". 
Cùng ngày, nhóm ra mắt thông qua Naver ứng dụng V 's và tổ chức buổi showcase "April Debut Showcase-Live".
Vào ngày 11, tháng 9 phát hành một video âm nhạc vũ đạo đặc biệt của ca khúc chủ đề album đầu tay của họ "Dream Candy" được quay tại trung tâm thành phố Seoul.
Ngày 04 tháng 4, DSP Media công bố thông qua một teaser poster rằng nhóm sẽ có một đợt comeback vào ngày 27. Vào ngày 14 tháng 4, nhóm được tiết lộ sẽ phát hành mini album thứ hai của họ "Spring" với ca khúc chủ đề "Tinkerbell" . Bài hát "내 미래 의 남자 친구 에게 (My Future BoyFriend)" cũng đã được xác nhận là một phần của album. Vào ngày 25, một teaser video âm nhạc được phát hành, tiếp theo là video âm nhạc đầy đủ, vào ngày 27.
Vào ngày 12 tháng 5 năm 2016, DSP Media đã giải thích rằng Hyunjoo đã gặp chứng khó thở, đau đầu nên phải nghỉ ngơi dài hạn. Đến ngày 29 tháng 10 năm 2016, DSP Media đã chính thức đưa ra thông báo xác nhận Huynjoo đã không còn là thành viên của April. Cô cho biết mình sẽ tiếp tục học tập và theo đuổi công việc diễn xuất.

### Tham gia The Unit và debut cùng UNIT
Nhóm gồm có 9 thành viên: Jiwon, Woohee, Yoonjo, ZN (tạm ngưng hoạt động), NC.A, Euijin, Yebin, Hyunjoo và Suji.. Nhóm đã ra mắt vào ngày 17 tháng 5 năm 2018. Album mini đầu tiên của nhóm, Line được phát hành vào ngày 18 tháng 5 năm 2018
UNI.T là nhóm nhạc dự án và được dự kiến hoạt động trong khoảng 13 tháng, sau đó, các thành viên sẽ quay về công ty của họ.Nhưng cuối cùng thì thời gian hoạt động chỉ vỏn vẹn trong 6 tháng.

## Xuất hiện

### Phim truyền hình
| Năm  | Tựa phim     | Vai diễn | Kênh | Ghi chú  |
| ---- | ------------ | -------- | ---- | -------- |
| 2016 | Momin's Room | Moda     | OCN  | Webdrama |

### Nhà hát
| Năm  | Tựa đề                     | Vai diễn |
| ---- | -------------------------- | -------- |
| 2017 | 이가의 신부 (Bride Of Iga) | Yeomin   |

## MV ca nhạc và chương trình truyền hình

#### Các video ca nhạc
| Năm  | Tựa đề                              |
| ---- | ----------------------------------- |
| 2015 | Dream Candy (꿈사탕),Muah!,Snowman  |
| 2016 | Tinker Bell                         |
| 2017 | My Turn, Always                     |
| 2018 | No More, Begin with the end, I Mean |

#### Discography
| Năm  | Tựa đề                         |
| ---- | ------------------------------ |
| 2015 | Dreaming, Boing Boing, Snowman |
| 2016 | Spring                         |

#### Chương trình truyền hình
| Tựa đề              | Vai diễn | Kênh     |
| ------------------- | -------- | -------- |
| APRIL’s ON AIR PRIL | Bản thân | DSPApril |
| Weekly Idol EP 215  | Bản thân | MBC1     |
| Here Goes April     | Bản thân | DSPApril |
| The Uni+            | Bản thân | KBS2     |